# Jorge Nunes Sampaio
Jorge Nunes Sampaio (sinh ngày 19 tháng 5 năm 1998) là một cầu thủ bóng đá người Bồ Đào Nha thi đấu cho Vitória Guimarães B ở vị trí hậu vệ.

## Sự nghiệp câu lạc bộ
Ngày 22 tháng 10 năm 2017, Sampaio có màn ra mắt cho Vitória Guimarães B trong trận đấu tại LigaPro 2017–18 trước Santa Clara.